# Fire Shadow
Fire Shadow – bojowy, bezzałogowy statek powietrzny (UAV - Unmanned Aerial Vehicle) opracowany przez   firmę MBDA dla British Army. Przeznaczony do rażenia siły żywej lub lekko opancerzonych celów - amunicja krążąca.

## Historia
Już w latach 90. ubiegłego wieku zaczęto w armii brytyjskiej zaczęto analizować dostępne metody zwiększenia skuteczności rażenia własnej artylerii. Powodem były braki w tym zakresie, jakie miały używane wówczas systemy AS-90 i M270 MLRS. Drugim elementem wpływającym na efektywność prowadzonego ognia, zwłaszcza przeciwko celom ruchomym, był czas, jaki upływał pomiędzy lokalizacją i identyfikacją celu a rozpoczęciem jego ostrzału. Czas ten, zbyt długi, umożliwiał ruchomym celom ucieczkę z pola rażenia. Wynikające stąd problemy legły u podstaw zainicjowanego przez brytyjskie ministerstwo obrony na początku obecnego wieku programu Indirect Fire Precision Attack (IFPA). Jednym z wielu analizowanych w ramach programu rozwiązań była amunicja krążąca. W 2005 roku zainicjowano program Loitering Munition Capability Demonstration skupiony na tym zagadnieniu. Celem programu było pozyskanie amunicji zdolnej do rażenia celów punktowych w odległości do 150 km od własnych, wysuniętych pozycji. Problem stał się o tyle palący, gdyż brytyjska armia zaangażowała się w działania w Afganistanie.
Do konkursu stanęły MBDA wraz z Israel Aerospace Industries, INSYS, Qinetiq i Cranfield University, która zaproponowała opracowanie spełniającego brytyjskie wymagania aparatu na bazie IAI Harpy. Thales wraz z Rheinmetall, którzy zaproponowali modyfikacje aparatu KZO. Lockheed Martin zaproponował podwieszany na belkach BRU-61A (wykorzystywaną do przenoszenia bomb SDB) system SMACM (Surveilling Miniature Attack Cruise Missile) oraz Ultra Electronics, która wraz z Rafael Advanced Defense Systems i Raytheon zaoferowała system BLADE (Battlefield Loitering Artillery Direct Effect) oparty na aparacie UVision Sparrow-M. Decyzją brytyjskiego ministerstwa obrony, do dalszych prac skierowano projekty MBDA i Ultra Electronics. Pomimo tego, po dwóch latach od rozpoczęcia postępowania cały program został zakończony. 
Fiasko przetargu nie zmniejszyło zainteresowania brytyjskiej armii w pozyskaniu nowego systemu mającego zwiększyć możliwości precyzyjnego rażenia ruchomych celów. Tym razem, nowy projekt, który otrzymał nazwę Fire Shadow, miał być częścią dużego programu Complex Weapons Portfolio mającego na celu pozyskanie przez brytyjskie siły zbrojne szeregu nowych systemów uzbrojenia. Opracowaniem Fire Shadow i wdrożeniem do produkcji miało zająć się konsorcjum firm, w skład którego weszły MBDA, Lockheed Martin UK, Meggitt PLC, Thales UK, Blue Bear Systems Research, Cranfield Aerospace Solutions, Cranfield University, Marshall Aerospace and Defence Group, Qinetiq, Selex Galileo, Roxel, Ultra Electronics. Po raz pierwszy konfiguracje nowego aparatu zaprezentowano na londyńskich targach Defence and Security Equipment International (DSEI) w 2007 roku. Badania w locie gotowego aparatu rozpoczęto w kwietniu 2008 roku na poligonie w Walii. Przebiegały one pomyślnie. W listopadzie 2010 roku na szwedzkim poligonie Vidsel badano współdziałanie wszystkich elementów systemu. Aparat pomyślnie przeszedł próby startu, nawigacji w pokonywaniu zaplanowanej trasy i patrolowania wyznaczonego obszaru, komunikacji z centrum kierowania lotem. W maju 2011 roku, również w Vidsel, aparat pomyślnie przeszedł próby odwzorowujące potencjalne, prawdziwe misje w jakich może zostać użyty.
Aparat spełnił stawiane przed nim oczekiwania i w 2011 roku ogłoszono, iż w kolejnym roku system trafi do brytyjskich oddziałów w Afganistanie. Pierwszym użytkownikiem miał zostać 39. Pułk Artylerii (39th Regiment Royal Artillery). Pomimo rozpoczęcia szkolenia w obsłudze systemu, dostarczeniu artylerzystom pierwszych aparatów w marcu 2012 roku, nie wysłano ich do Afganistanu a całe zamówienie zakończyło się na dostawie 25 aparatów testowych. Nie są znane oficjalne powody podjęcia takiej decyzji.
Producent wymienia możliwość przenoszenia aparatu przez jednostki pływającej. W grę wchodziłoby proste umieszczenie wyrzutni na pokładzie lub przystosowanie aparatów do wystrzeliwania z pionowych wyrzutni Sylver (SYstème de Lancement VERtical) zainstalowanych na brytyjskich niszczycielach rakietowych typu 45. Jak również opracowania systemu przenoszenia aparatu przez samoloty.

## Konstrukcja
Fire Shadow startuje z lądowej platformy, którą może być prosta, holowana wyrzutnia szynowa lub osadzona na platformie ciężarówki. Start wspomagany jest przez umieszczony na końcu kadłba rakietowego przyśpieszacza. Wyposażony w kratownicowe stery. Po wypaleniu się materiału pędnego, przyśpieszacz ulega odrzuceniu i rolę silnika marszowego przejmuje jednostka spalinowa napędzająca śmigło pchające. Maszyna może wykonywać swoje zadania w kilku trybach. Może udać się po wyznaczonej trasie w kierunku rozpoznanego i zidentyfikowanego wcześniej celu. Może również polecieć w wyznaczony rejon i tam pozostać przez 5 do 6 godzin, atakując wykryty w trakcie patrolu cel. Potencjalne cele mogą być wykryte dzięki własnej, znajdującej się na dziobie, dzienno-nocnej głowicy elektrooptycznej firmy Salex Galileo jak również od innych dostępnych środków rozpoznawczych. Dwukierunkowa, wydajna łączność zapewnia stacji naziemnej kontroli możliwość weryfikacji celu przy użyciu głowicy aparatu. W każdej chwili, kontroler naziemny może skierować maszynę na dowolnie wybrany cel. Atak na cel następuje po wejściu w strome nurkowanie, gwarantowana precyzja ataku jest na poziomie poniżej jednego metra. Cel zostaje zniszczony przy użyciu znajdującej się na pokładzie 20 kg głowicy bojowej. Uznawany za wadę jest brak możliwości ponownego użycia aparatu w przypadku nie wykrycia celu w trakcie trwania misji. Maszyna nie ma możliwości powrotu i musi ulec autodestrukcji.